# Сокольницька лінія
Соко́льницька лінія (рос. Сокольническая линия, до 1990 року — Кіровсько-Фрунзенська, також відома як «Червона лінія») — перша і найстаріша лінія Московського метрополітену. На схемах позначається червоним кольором і числом . Була відкрита 15 травня 1935 року. На червень 2019 лінія налічує 26 станцій, її довжина — 44,1 км. Вона сполучає через центр історичні райони міста Сокольники та Богородське з Хамовниками, МДУ на Воробйових горах і проспектом Вернадського.

## Хронологія
| Черга                                        | Дата відкриття | Довжина |
| -------------------------------------------- | -------------- | ------- |
| Сокольники – Парк культури                   | 15 травня 1935 | 8,4 км  |
| Парк культури – Спортивна                    | 1 травня 1957  | 2,4 км  |
| Спортивна – Університет                      | 1 грудня 1959  | 4,5 км  |
| Університет – Південно-Західна               | 30 грудня 1963 | 4,5 км  |
| Сокольники – Преображенська площа            | 31 грудня 1965 | 2,5 км  |
| Преображенська площа – Бульвар Рокосовського | 3 серпня 1990  | 3,8 км  |
| Воробйови гори (після реконструкції)         | 14 грудня 2002 | –       |
| Південно-Західна – Тропарьово                | 8 грудня 2014  | 2,1 км  |
| Тропарьово – Рум'янцево                      | 18 січня 2016  | 2,5 км  |
| Рум'янцево – Салар'єво                       | 15 лютого 2016 | 1,8 км  |
| Салар'єво — Комунарка                        | 20 червня 2019 | 11,6 км |
| Загалом                                      | 26 станції     | 44,1 км |

## Станції
|  | Назва станції           | Дата відкриття | Пере- садки                               | Глибина, м | Тип конструкції                        | Координати                                                              | Фото |
|  | ----------------------- | -------------- | ----------------------------------------- | ---------- | -------------------------------------- | ----------------------------------------------------------------------- | ---- |
|  | Бульвар Рокосовського   | 1 серпня 1990  | Бульвар Рокосовського                     | −8         | колонна мілкого закладення трипрогінна | 55°48′53″ пн. ш. 37°44′03″ сх. д. / 55.8148° пн. ш. 37.7342° сх. д.     |      |
|  | Черкізовська            | 1 серпня 1990  | Локомотив                                 | −9         | односклепінна мілкого закладення       | 55°48′14″ пн. ш. 37°44′41″ сх. д. / 55.8038° пн. ш. 37.7448° сх. д.     |      |
|  | Преображенська площа    | 31 грудня 1965 |                                           | −8         | колонна мілкого закладення трипрогінна | 55°47′47″ пн. ш. 37°42′54″ сх. д. / 55.7963° пн. ш. 37.7151° сх. д.     |      |
|  | Сокольники              | 15 травня 1935 | Сокольники                                | −9         | колонна мілкого закладення трипрогінна | 55°47′20″ пн. ш. 37°40′49″ сх. д. / 55.7888° пн. ш. 37.6802° сх. д.     |      |
|  | Красносільська          | 15 травня 1935 |                                           | −8         | колонна мілкого закладення двопрогінна | 55°46′48″ пн. ш. 37°40′02″ сх. д. / 55.7801° пн. ш. 37.6673° сх. д.     |      |
|  | Комсомольська           | 15 травня 1935 | Комсомольська Площа трьох вокзалів        | −8         | колонна мілкого закладення трипрогінна | 55°46′31″ пн. ш. 37°39′22″ сх. д. / 55.7753° пн. ш. 37.6562° сх. д.     |      |
|  | Красні Ворота           | 15 травня 1935 |                                           | −31        | пілонна трисклепінна                   | 55°46′08″ пн. ш. 37°38′55″ сх. д. / 55.7690° пн. ш. 37.6487° сх. д.     |      |
|  | Чисті пруди             | 15 травня 1935 | Тургенєвська Сретенський бульвар          | −35        | пілонна трисклепінна                   | 55°45′57″ пн. ш. 37°38′20″ сх. д. / 55.7657° пн. ш. 37.6388° сх. д.     |      |
|  | Луб'янка                | 15 травня 1935 | Кузнецький міст                           | −32,5      | пілонна трисклепінна                   | 55°45′35″ пн. ш. 37°37′38″ сх. д. / 55.7597° пн. ш. 37.6272° сх. д.     |      |
|  | Охотний Ряд             | 15 травня 1935 | Театральна Площа Революції                | −15        | пілонна трисклепінна                   | 55°45′28″ пн. ш. 37°37′00″ сх. д. / 55.7577° пн. ш. 37.6166° сх. д.     |      |
|  | Бібліотека імені Леніна | 15 травня 1935 | Арбатська Олександрівський сад Боровицька | −12        | односклепінна мілкого закладення       | 55°45′04″ пн. ш. 37°36′36″ сх. д. / 55.7512° пн. ш. 37.6100° сх. д.     |      |
|  | Кропоткінська           | 15 травня 1935 |                                           | −13        | колонна мілкого закладення трипрогінна | 55°44′43″ пн. ш. 37°36′13″ сх. д. / 55.7453° пн. ш. 37.6037° сх. д.     |      |
|  | Парк культури           | 15 травня 1935 | Парк культури                             | −10,5      | колонна мілкого закладення трипрогінна | 55°44′08″ пн. ш. 37°35′39″ сх. д. / 55.7356° пн. ш. 37.5943° сх. д.     |      |
|  | Фрунзенська             | 1 травня 1957  |                                           | −42        | пілонна трисклепінна                   | 55°43′36″ пн. ш. 37°34′43″ сх. д. / 55.7267° пн. ш. 37.5786° сх. д.     |      |
|  | Спортивна               | 1 травня 1957  | Лужники                                   | −42        | пілонна трисклепінна                   | 55°43′24″ пн. ш. 37°33′50″ сх. д. / 55.7233° пн. ш. 37.5639° сх. д.     |      |
|  | Воробйові гори          | 12 січня 1959  |                                           | +10        | естакадна крита колонна трипрогінна    | 55°42′37″ пн. ш. 37°33′33″ сх. д. / 55.7103° пн. ш. 37.5592° сх. д.     |      |
|  | Університет             | 12 січня 1959  |                                           | −26,5      | пілонна трисклепінна                   | 55°41′33″ пн. ш. 37°32′00″ сх. д. / 55.6926° пн. ш. 37.5333° сх. д.     |      |
|  | Проспект Вернадського   | 30 грудня 1963 | Проспект Вернадського                     | −8         | колонна мілкого закладення трипрогінна | 55°40′38″ пн. ш. 37°30′22″ сх. д. / 55.6771° пн. ш. 37.5060° сх. д.     |      |
|  | Південно-Західна        | 30 грудня 1963 |                                           | −8         | колонна мілкого закладення трипрогінна | 55°39′49″ пн. ш. 37°29′00″ сх. д. / 55.6637° пн. ш. 37.4833° сх. д.     |      |
|  | Тропарьово              | 8 грудня 2014  |                                           | −12        | односклепінна мілкого закладення       | 55°38′45″ пн. ш. 37°28′21″ сх. д. / 55.6459° пн. ш. 37.4725° сх. д.     |      |
|  | Рум'янцево              | 18 січня 2016  |                                           | −12        | колонна мілкого закладення трипрогінна | 55°37′59″ пн. ш. 37°26′31″ сх. д. / 55.6330° пн. ш. 37.4419° сх. д.     |      |
|  | Салар'єво               | 15 лютого 2016 |                                           | −12        | колонна мілкого закладення трипрогінна | 55°37′19″ пн. ш. 37°25′27″ сх. д. / 55.6219° пн. ш. 37.4242° сх. д.     |      |
|  | Філатов Луг             | 20 червня 2019 |                                           | 0          | наземна крита                          | 55°36′05″ пн. ш. 37°24′28″ сх. д. / 55.601367° пн. ш. 37.407645° сх. д. |      |
|  | Прокшино                | 20 червня 2019 |                                           | 0          | наземна крита                          | 55°35′10″ пн. ш. 37°26′02″ сх. д. / 55.586242° пн. ш. 37.433802° сх. д. |      |
|  | Вільхова                | 20 червня 2019 |                                           | ?          | однопрогінна                           | 55°34′07″ пн. ш. 37°27′34″ сх. д. / 55.568643° пн. ш. 37.459332° сх. д. |      |
|  | Комунарка               | 20 червня 2019 |                                           | ?          | колонна мілкого закладення трипрогінна | 55°33′37″ пн. ш. 37°28′06″ сх. д. / 55.560396° пн. ш. 37.468220° сх. д. |      |

## Пересадки
| # | Пересадка на лінію           | зі станції                                   | на станції                              |
| - | ---------------------------- | -------------------------------------------- | --------------------------------------- |
|   | Замоскворіцька               | Охотний ряд                                  | Театральна                              |
|   | Арбатсько-Покровська         | Бібліотека імені Леніна                      | Арбатська                               |
|   | Філівська                    | Бібліотека імені Леніна                      | Олександрівський сад                    |
|   | Кільцева                     | Парк культури Комсомольська                  | Парк культури Комсомольська             |
|   | Калузько-Ризька              | Чисті пруди                                  | Тургенєвська                            |
|   | Тагансько-Краснопресненська  | Луб'янка                                     | Кузнецький міст                         |
|   | Калінінська                  | Кропоткінська                                | Волхонка                                |
|   | Серпуховсько-Тимірязівська   | Бібліотека імені Леніна                      | Боровицька                              |
|   | Люблінсько-Дмитрівська       | Чисті пруди                                  | Сретенський бульвар                     |
|   | Третій пересадний контур     | Сокольники Проспект Вернадського             | Строминка Проспект Вернадського         |
|   | Московське центральне кільце | Черкізовська Спортивна Бульвар Рокосовського | Локомотив Лужники Бульвар Рокосовського |

## Історія перейменувань
| Станція               | Попередня назва (и)                                   | Роки      |
| --------------------- | ----------------------------------------------------- | --------- |
| Красні ворота         | Красні ворота                                         | 1935–1962 |
| Красні ворота         | Лермонтовська                                         | 1962–1986 |
| Чисті пруди           | Кіровська                                             | 1935–1990 |
| Луб'янка              | Дзержинська                                           | 1935–1990 |
| Охотний ряд           | Охотний ряд                                           | 1935–1955 |
| Охотний ряд           | Імені Л.M. Кагановича                                 | 1955–1957 |
| Охотний ряд           | Охотний ряд                                           | 1957–1965 |
| Охотний ряд           | Проспект Маркса                                       | 1965–1990 |
| Кропоткінська         | Палац Рад                                             | 1935–1957 |
| Парк культури         | Центральний Парк Культури і Відпочинку імені Горького | 1935–1980 |
| Воробйови гори        | Ленінські гори                                        | 1957–2002 |
| Бульвар Рокосовського | Вулиця Рокосовського                                  | 1990–2014 |

## Депо і рухомий склад

### Депо
Спочатку лінія обслуговувалася тільки одним депо — «Північне», у 1990 році було введено в дію «Черкізово». Станом на 2010 рік, по лінії курсувало 420 вагонів

### Кількість вагонів у потягах
| Кількість вагонів | Роки        |
| ----------------- | ----------- |
| 4                 | 1935 — 1936 |
| 6                 | 1936 — 1954 |
| 7                 | з 1954      |
| 8                 | з 2018      |
| 5 (типу Русич)    | з 2020      |

### Типи вагонів, що використовуються на лінії
| Тип вагонів                        | Роки                 |
| ---------------------------------- | -------------------- |
| А/Ам, Б/Бм                         | 1935 — 1951          |
| В                                  | 1946 — 1961          |
| Д                                  | 1956 — 1986          |
| Е                                  | 1966 — березень 2002 |
| Ем508, Ем509, Еж, Еж1              | 1970 — вересень 2008 |
| 81-717.5М/714.5М                   | з 1996               |
| 81-717.5А/714.5А                   | з 2010               |
| 81-717/714                         | березень 2013 — 2015 |
| 81-765/766/767 «Москва»            | з 2019               |
| 81-765.4/766.4/767.4 «Москва-2019» | з 2019               |
| 81-740.1/741.1 «Русич»             | з 26 жовтня 2020     |